# 新罕布什尔州行政区划
美国新罕布什尔州一共有10个县，其中5个于1769年成立，当时新罕布什尔还是大英帝国的一个殖民地；最后成立的是贝尔纳普县和卡罗尔县，均诞生于1840年。新罕布什尔的大部分县都是以声名显赫的英国或美国人物，或是地点、地理方面名称来命名的，只有库斯县是以美洲原住民的语言命名，其发音在阿尔冈昆语中的意思是小松树。
根据2010年美国人口普查，新罕布什尔州一共有131万6470人，其中人口最多的希尔斯伯勒县拥有超过40万人，人口最少的库斯县仅有33,055人。从人口分布上看，南部靠近州边界，面积也比较小的县人口比北部面积较大的县人口要多得多。
以下表格会在每一个县的名称后面列出其联邦资料处理标准代码（简称FIPS代码），该代码是联邦政府用来区分各州和各县的唯一识别码。新罕布什尔州的FIPS代码是33，结合任何一个县的代码则为“33XXX”，所有的FIPS代码将链接至该县最近的一次人口普查数据。

## 县份列表
| 县名         | FIPS代码 | 县城             | 成立 | 来源                             | 辞源                                                          | 人口    | 面积         | 地图                         |
| ------------ | -------- | ---------------- | ---- | -------------------------------- | ------------------------------------------------------------- | ------- | ------------ | ---------------------------- |
| 贝尔纳普县   | 001      | 拉科尼亚         | 1840 | 梅里马克县的一部分               | 早期新罕布什尔历史学家杰瑞米·贝尔纳普（Jeremy Belknap）                     | 60,088  | 1039平方公里 | 標示出贝尔纳普县位置的地圖   |
| 卡罗尔县     | 003      | 奥西皮           | 1840 | 斯特拉福德县的一部分             | 查尔斯·卡罗尔，他是《美国独立宣言》签署人中最后一位去世的     | 47,818  | 2419平方公里 | 標示出卡罗尔县位置的地圖     |
| 切希尔县     | 005      | 基恩             | 1769 | 新初成立的五县之一               | 英格兰柴郡（英文相同）                                        | 77,117  | 1834平方公里 | 標示出切希尔县位置的地圖     |
| 库斯县       | 007      | 兰开斯特         | 1803 | 格拉夫顿县的一部分               | 阿尔冈昆语中的词，意为“小松树”                                | 33,055  | 4665平方公里 | 標示出库斯县位置的地圖       |
| 格拉夫顿县   | 009      | 黑弗里尔         | 1769 | 新初成立的五县之一               | 英国首相奥古斯都·菲茨罗伊，第三代格拉夫顿公爵                 | 89,118  | 4439平方公里 | 標示出格拉夫顿县位置的地圖   |
| 希尔斯伯勒县 | 011      | 曼彻斯特和纳舒厄 | 1769 | 新初成立的五县之一               | 首任殖民地国务卿，希尔斯伯勒伯爵威尔斯·希尔，第一代唐谢尔候爵 | 400,721 | 2269平方公里 | 標示出希尔斯伯勒县位置的地圖 |
| 梅里马克县   | 013      | 康科德           | 1823 | 希尔斯伯勒县和罗金厄姆县的一部分 | 梅里马克河                                                    | 146,445 | 2419平方公里 | 標示出梅里马克县位置的地圖   |
| 罗金厄姆县   | 015      | 布伦特伍德       | 1769 | 新初成立的五县之一               | 两任英国首相查尔斯·沃森-文特沃斯，第二代罗金汉侯爵            | 295,223 | 1800平方公里 | 標示出罗金厄姆县位置的地圖   |
| 斯特拉福德县 | 017      | 多佛             | 1769 | 新初成立的五县之一               | 第二代斯特拉福德伯爵威廉·温沃斯，拥有殖民地土地的英国贵族     | 123,143 | 956平方公里  | 標示出斯特拉福德县位置的地圖 |
| 沙利文县     | 019      | 纽波特           | 1827 | 切希尔县的一部分                 | 约翰·沙利文，大陆军少将、联邦法官、第三和第五任新罕布什尔州长 | 43,742  | 1391平方公里 | 標示出沙利文县位置的地圖     |